# Nassigny
Nassigny ist eine etwa 195 Einwohner (Stand: 1. Januar 2022) zählende zentralfranzösische Gemeinde im Département Allier in der Region Auvergne-Rhône-Alpes (vor 2016: Auvergne). Die Gemeinde gehört zum Arrondissement Montluçon und zum Kanton Huriel. Die Einwohner werden Nassignaciens genannt.

## Geographie
Nassigny liegt etwa 17 Kilometer nördlich von Montluçon am Cher und am Canal de Berry.
Wird die Insel Korsika als Teil des kontinentalen Frankreichs betrachtet, befindet sich in der Gemeinde Nassigny der Mittelpunkt Frankreichs.

### Nachbargemeinden
Umgeben ist Nassigny von den Nachbargemeinden Vallon-en-Sully im Norden, Haut-Bocage mit Maillet im Osten, Reugny im Süden, Audes im Süden und Südwesten sowie Chazemais im Westen und Südwesten.

## Bevölkerungsentwicklung
| Jahr      | 1962 | 1968 | 1975 | 1982 | 1990 | 1999 | 2006 | 2018 |
| Einwohner | 231  | 181  | 147  | 150  | 156  | 145  | 177  | 184  |

## Sehenswürdigkeiten
- Kirche Saint-Martin aus dem 11. Jahrhundert mit Taufbecken (Monument historique)
- Schloss Nassigny aus dem 15. Jahrhundert, Monument historique
- Schloss La Guerche aus dem 15. Jahrhundert, Monument historique
- Canal de Berry

Siehe auch: Liste der Monuments historiques in Nassigny

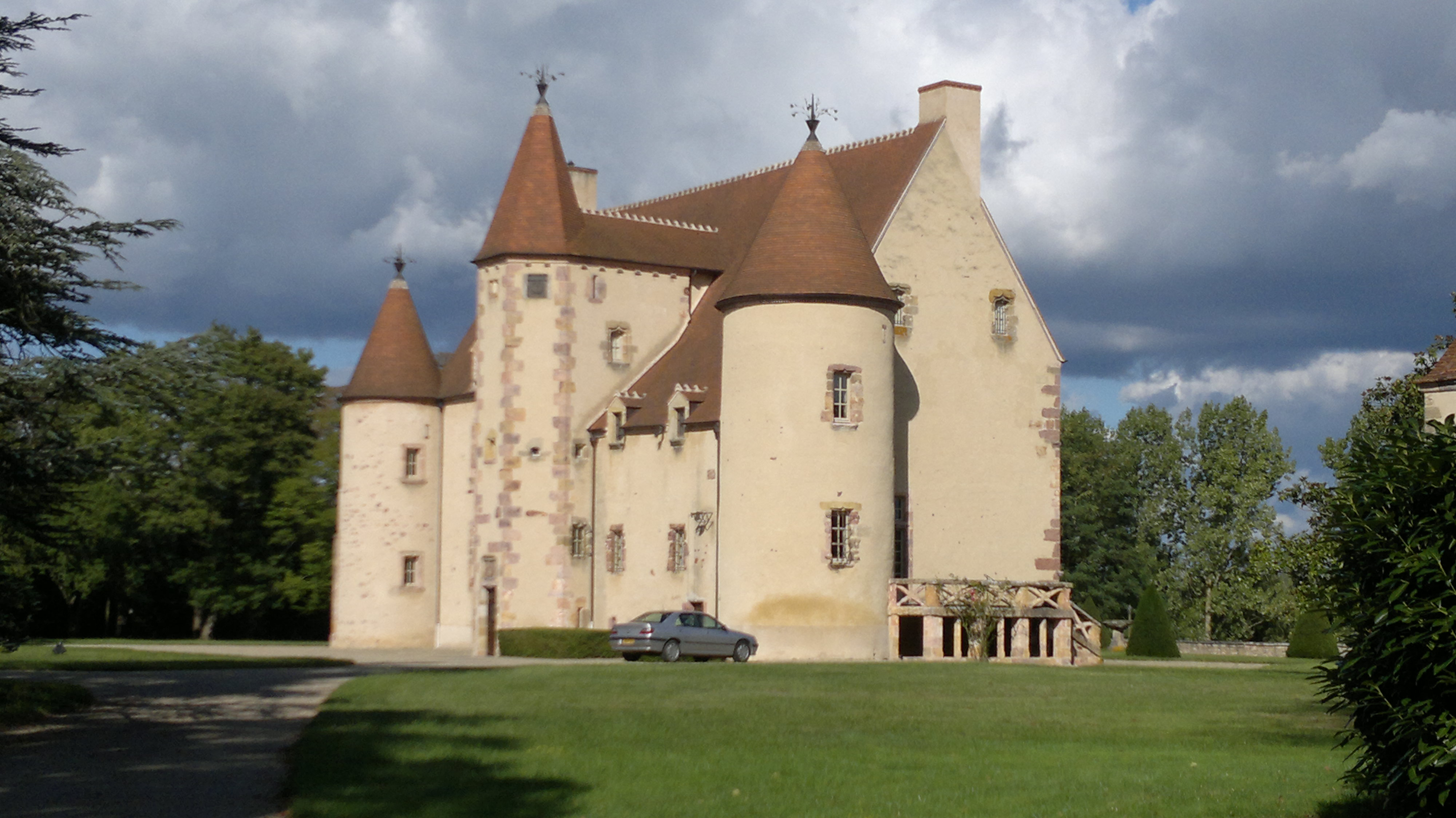
Schloss Nassigny

## Wirtschaft und Infrastruktur
Durch Nassigny führt die Autoroute A71.